# Cours Peccot
Le cours Peccot est un cours de mathématiques d'un semestre du Collège de France. Chaque cours est donné par un mathématicien de moins de trente ans s'étant signalé par ses premiers travaux prometteurs. Le cours est composé d'une série de conférences permettant au lauréat d'exposer ses recherches récentes.
Être conférencier d'un cours Peccot est une distinction qui préfigure souvent un parcours scientifique exceptionnel ; on compte parmi eux de futurs titulaires de médaille Fields, du prix Abel, des académiciens et des professeurs au Collège de France. Parmi les plus illustres figurent entre autres Émile Borel et les titulaires de Médaille Fields Laurent Schwartz, Jean-Pierre Serre ou Alain Connes.
Certains titulaires de ces cours Peccot peuvent être, de façon exceptionnelle et à intervalles irréguliers, également récompensés par un prix supplémentaire, le prix Peccot ou prix Peccot-Vimont. Il existe, depuis 2023, le prix Peccot international.

## Structure et histoire

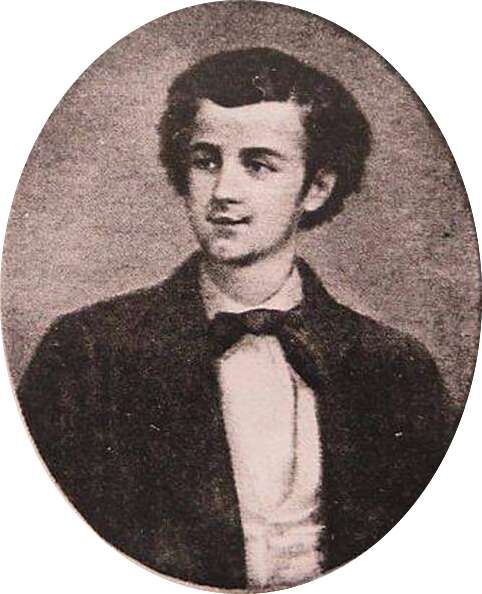
Claude-Antoine Peccot.

Le cours Peccot fait partie d'un ensemble de manifestations, au Collège de France, financées et gérées par des legs de la famille de Claude-Antoine Peccot réunis dans la Fondation Claude-Antoine Peccot créée par sa famille en hommage à Claude-Antoine Peccot, jeune mathématicien mort à 20 ans. Cette fondation a permis tout d'abord de créer une bourse annuelle, transformée en charge de cours à partir de 1900.
Plusieurs donations successives (en 1886, en 1894, en 1897, réunis en 1902) par Julie Anne Antoinette Peccot et Claudine Henriette Marguerite Lafond, veuve d'André Eugène Vimont, respectivement la mère et la marraine de Claude-Antoine Peccot ont permis de créer d’abord des bourses, transformées par la suite en prix ; puis, en outre, à partir de 1900, une charge de cours, au bénéfice de mathématiciens âgés de moins de trente ans et s’étant signalés dans l’ordre des mathématiques théoriques ou appliquées. Depuis 1918, le bénéfice des cours Peccot a été élargi à deux ou trois jeunes mathématiciens chaque année,.
Depuis 2023, il existe un cours Peccot international qui « récompense spécifiquement de jeunes mathématiciennes européennes ».

## Titulaires

### Titulaires des cours et prix Peccot ayant eu la médaille Fields[2]
- Laurent Schwartz : cours et prix Peccot 1945-1946, médaille Fields 1950
- Jean-Pierre Serre : cours et prix Peccot 1954-1955, médaille Fields 1954
- Alexandre Grothendieck : cours Peccot 1957-1958, médaille Fields 1966
- Pierre Deligne : cours Peccot 1971-1972, médaille Fields 1978
- Alain Connes : cours et prix Peccot 1975-76, médaille Fields 1982
- Pierre-Louis Lions : cours Peccot 1983-1984, médaille Fields 1994
- Jean-Christophe Yoccoz : cours Peccot 1987-1988, médaille Fields 1994
- Laurent Lafforgue : cours et prix Peccot 1995-1996, médaille Fields 2002
- Wendelin Werner : cours Peccot 1998-1999, médaille Fields 2006
- Cédric Villani : cours et prix Peccot 2002-2003, médaille Fields 2010
- Artur Avila : cours Peccot 2004-2005, médaille Fields 2014
- Alessio Figalli : cours Peccot 2011-2012, médaille Fields 2018
- Peter Scholze : cours Peccot 2012-2013, médaille Fields 2018
- Hugo Duminil-Copin : cours et prix Peccot 2014-2015, médaille Fields 2022

### Tous les titulaires des cours Peccot par ordre chronologique
Les titulaires des cours Peccot par ordre chronologique sont donnés dans la table suivante,.
| Année     | Nom                          | Titre du cours |
| --------- | ---------------------------- | --- |
| 1899–1902 | Émile Borel                  | Trois années de suite : Étude des fonctions entières, Étude des séries à termes positifs et des intégrales définies à éléments positifs, Étude des fonctions méromorphes |
| 1902–1903 | Henri Lebesgue               | Définition de l’intégrale |
| 1903–1904 | René Baire                   | Leçons sur les fonctions discontinues |
| 1904–1905 | Henri Lebesgue               | Séries trigonométriques |
| 1905–1906 | Guillaume Servant            | Sur la déformation des surfaces et sur quelques problèmes qui s’y rattachent                                                                                             |
| 1906–1907 | Pierre Boutroux              | Quelques points de la théorie des équations différentielles |
| 1907–1908 | Pierre Boutroux              | Sur l’inversion des fonctions entières |
| 1908–1909 | Ludovic Zoretti              | Les points singuliers des fonctions analytiques |
| 1909–1910 | Émile Traynard               | Étude des fonctions abéliennes, principales propriétés des surfaces hyperelliptiques                                                                                     |
| 1910–1911 | Louis Rémy                   | Théorie des intégrales doubles et des intégrales de différentielles totales attachées aux surfaces algébriques                                                           |
| 1911–1912 | Jean Chazy                   | Leçons sur les équations différentielles à points critiques fixes |
| 1911–1912 | Albert Châtelet              | Théorie des modules de points |
| 1912–1913 | Arnaud Denjoy                | Théorie des fonctions entières canoniques d’ordre infini |
| 1913–1914 | Maurice Gevrey               | Équations aux dérivées partielles du type parabolique, des problèmes aux limites et de la nature des solutions                                                           |
| 1913–1914 | René Garnier                 | Équations différentielles dont les intégrales ont leurs points critiques fixes et le problème de Riemann pour les équations linéaires                                    |
| 1914–1915 | René Garnier                 | Systèmes différentiels dont les intégrales ont leurs points critiques fixes                                                                                              |
| 1917–1918 | Gaston Julia                 | Théorie des nombres |
| 1918–1919 | Georges Giraud               | Sur les fonctions automorphes d’un nombre quelconque de variables |
| 1918–1919 | Paul Lévy                    | Sur les fonctions de lignes et les équations aux dérivées fonctionnelles                                                                                                 |
| 1919–1920 | Léon Brillouin               | Théorie des solides et des liquides en liaison avec la théorie du corps noir                                                                                             |
| 1919–1920 | Gaston Julia                 | Études des points singuliers essentiels isolés des fonctions uniformes                                                                                                   |
| 1920–1921 | Maurice Janet                | Théorie générale des systèmes d’équations aux dérivées partielles |
| 1921–1922 | René Thiry                   | |
| 1922–1923 | Torsten Carleman             | Les fonctions quasi analytiques |
| 1922–1923 | Robert Deltheil              | Notions de probabilité élémentaire, les probabilités continues envisagées au point de vue fonctionnel ; questions de maximum et de minimum                               |
| 1923–1924 | René Lagrance                | Sur le calcul différentiel absolu |
| 1924–1925 | Marcel Légaut                | Étude géométrique des systèmes de points dans un plan, application à la théorie des courbes gauches algébriques                                                          |
| 1925–1926 | Henri Milloux                | Sur le théorème d'Émile Picard |
| 1927–1928 | Joseph Kampé de Fériet       | Sur quelques applications des fonctions modulaires à la théorie des fonctions analytiques                                                                                |
| 1927–1928 | Yves Rocard                  | Progrès récents de la théorie cinétique des gaz et applications |
| 1928–1929 | Szolem Mandelbrojt           | Quelques recherches modernes dans la théorie des fonctions analytiques                                                                                                   |
| 1929–1930 | Jean Favard                  | |
| 1930–1931 | Wladimir Bernstein           | Résultats acquis sur la distribution des singularités des séries de Dirichlet                                                                                            |
| 1931–1932 | Jean Delsarte                | Les groupes de transformations linéaires dans l’espace de Hilbert |
| 1932–1933 | Henri Cartan                 | Sur quelques problèmes de la théorie des fonctions analytiques de plusieurs variables complexes                                                                          |
| 1932–1933 | André Weil                   | Arithmétique sur les variétés algébriques |
| 1933–1934 | Jean Dieudonné               | Recherches modernes sur les zéros des polynômes |
| 1933–1934 | Paul Dubreil                 | Quelques propriétés générales des variétés algébriques |
| 1934–1935 | René de Possel               | Sur certaines théories de la mesure et de l’intégrale |
| 1934–1935 | Jean Leray                   | Équations fonctionnelles, théorie générale et applications |
| 1935–1936 | Marie-Louise Dubreil-Jacotin | Les ondes de type permanent à deux dimensions dans les fluides incompressibles                                                                                           |
| 1936–1937 | Georges Bourion              | Série de Taylor à structure lacunaire |
| 1936–1937 | Jean-Louis Destouches        | Mécanique des systèmes: théorie ondulatoire relativiste |
| 1937–1938 | Jacques Solomon              | Problèmes récents de la théorie des quanta : neutrons, neutrinos et photons                                                                                              |
| 1937–1938 | Claude Chevalley             | Théorie des corps et systèmes hypercomplexes |
| 1938–1939 | Frédéric Marty               | La théorie des hypergroupes et ses applications récentes |
| 1940–1941 | Claude Chabauty              | Équations diophantiennes |
| 1941–1942 | Gérard Pétiau                | Études de quelques équations d’ondes corpusculaires |
| 1942–1943 | Marie-Antoinette Tonnelat    | Les théories unitaires de la lumière et de la gravitation |
| 1942–1943 | Jean Ville                   | La théorie de la corrélation, applications récentes |
| 1943–1944 | Jacques Dufresnoy            | Sur quelques points de la théorie des fonctions méromorphes |
| 1943–1944 | Hubert Delange               | Quelques applications d’un principe de la théorie du potentiel |
| 1944–1945 | André Lichnerowicz           | Sur l’intégration des équations d’Einstein |
| 1945–1946 | Jacqueline Ferrand           | Problèmes de frontière dans la représentation conforme |
| 1945–1946 | Laurent Schwartz             | Une extension de la dérivation et de la transformation de Fourier |
| 1946–1947 | Gustave Choquet              | Propriétés topologiques des fonctions, applications à la géométrie et à l’analyse                                                                                        |
| 1948–1949 | Roger Apéry                  | La géométrie algébrique et les idéaux |
| 1949–1950 | Jacques Deny                 | Problèmes de la théorie du potentiel |
| 1950–1951 | Jean-Louis Koszul            | La cohomologie des espaces fibrés différentiables |
| 1950–1951 | Evry Schatzman               | La structure interne des étoiles et des planètes |
| 1951–1952 | Roger Godement               | Fonctions sphériques et groupes de Lie semi–simples |
| 1951–1952 | Michel Hervé                 | Problèmes particuliers sur les fonctions de deux variables complexes, itération, fonctions automorphes                                                                   |
| 1952–1953 | Jean Combes                  | Fonctions analytiques sur une surface de Riemann |
| 1953–1954 | Yvonne Fourès-Bruhat         | Le problème de Cauchy pour les systèmes d’équations hyperboliques du second ordre non linéaires                                                                          |
| 1954–1955 | Jean-Pierre Serre            | Cohomologie et géométrie algébrique |
| 1955–1956 | Maurice Roseau               | Les fonctions pseudo-analytiques, application à la mécanique des fluides                                                                                                 |
| 1955–1956 | Paul Malliavin               | Analyse harmonique d’un opérateur différentiel |
| 1956–1957 | Jean-Pierre Kahane           | Sur quelques problèmes d’analyse harmonique |
| 1957–1958 | Marcel Berger                | Espaces symétriques affines |
| 1957–1958 | Alexandre Grothendieck       | Classes de Chern et théorème de Riemann-Roch pour les faisceaux algébriques cohérents                                                                                    |
| 1958–1959 | Jacques-Louis Lions          | Équations différentielles opérationnelles |
| 1958–1959 | Bernard Malgrange            | Sur les fonctions moyenne-périodiques de plusieurs variables |
| 1959–1960 | François Bruhat              | Distributions et représentations des groupes |
| 1960–1961 | Pierre Cartier               | Cohomologie galoisienne et diviseurs sur une variété algébrique |
| 1961–1962 | Jacques Neveu                | Théorie unifiée des processus de Markov sur un espace dénombrable d’états                                                                                                |
| 1962–1963 | Jean-Paul Benzécri           | Statistique et structure des langues naturelles, essai de synthèse mathématique                                                                                          |
| 1962–1963 | Philippe Nozières            | Application de la théorie des champs à l’étude des liquides de Fermi et de Bose au zéro absolu                                                                           |
| 1963–1964 | Paul-André Meyer             | Théorie des surmartingales |
| 1964–1965 | Pierre Gabriel               | Fondements de la topologie simpliciale |
| 1964–1965 | Marcel Froissart             | Théorème asymptotiques en théorie des particules élémentaires |
| 1965–1966 | Yvette Amice                 | Analyse p-adique |
| 1966–1967 | Jean Ginibre                 | Sur le problème de la limite thermodynamique en mécanique statistique |
| 1966–1967 | Michel Demazure              | Algèbres de Lie filtrées |
| 1967–1968 | Uriel Frisch                 | Les fonctions parastochastiques |
| 1967–1968 | Pierre Grisvard              | Sur quelques types d’équations opérationnelles, applications à certains problèmes aux limites en équations aux dérivées partielles                                       |
| 1968–1969 | Michel Raynaud               | Variétés abéliennes sur un corps local |
| 1968–1969 | Claude Morlet                | Automorphismes et plongements de variétés |
| 1968–1969 | Yves Meyer                   | Nombres de Pisot et nombres de Salem en analyse harmonique |
| 1969–1970 | Roger Temam                  | Quelques nouvelles méthodes de résolution d’équations aux dérivées partielles linéaires et non linéaires                                                                 |
| 1969–1970 | Gabriel Mokobodzki           | Quelques structures algébriques de la théorie du potentiel |
| 1970–1971 | Jean-Pierre Ferrier          | Application à l’analyse complexe du calcul symbolique de Waelbroeck |
| 1970–1971 | Hervé Jacquet                | Fonctions automorphes et produits eulériens |
| 1970–1971 | Gérard Schiffmann            | Théorie de Hecke d’après Jacquet-Langlands |
| 1971–1972 | Pierre Deligne               | Les immeubles des groupes de tresses généralisés |
| 1971–1972 | Louis Boutet de Monvel       | Problèmes aux limites pour les opérateurs pseudo-différentiels et étude de l’analyticité                                                                                 |
| 1972–1973 | François Laudenbach          | Topologie de la dimension 3 : homotopie et isotopie |
| 1972–1973 | Jean-Michel Bony             | Hyperfonctions et équations aux dérivées partielles |
| 1973–1974 | Haïm Brézis                  | Les semi–groupes de contractions non linéaires |
| 1973–1974 | Michel Duflo                 | La formule de Plancherel pour les groupes de Lie résolubles exponentiels                                                                                                 |
| 1973–1974 | Jean Zinn-Justin             | Étude des théories de jauge au moyen de méthodes fonctionnelles |
| 1974–1975 | Robert Roussarie             | Modèles locaux de formes différentielles et de champs de vecteurs |
| 1974–1975 | Jean-Marc Fontaine           | Groupes p-divisibles sur les corps locaux |
| 1974–1975 | André Neveu                  | Modèles duaux de résonances pour les interactions fortes |
| 1975–1976 | Alain Connes                 | Sur la classification des algèbres de von Neumann et de leurs automorphismes                                                                                             |
| 1975–1976 | Bernard Teissier             | Sur la géométrie des singularités analytiques |
| 1976–1977 | Luc Tartar                   | Problèmes d’homogénéisation dans les équations aux dérivées partielles                                                                                                   |
| 1976–1977 | Michel Waldschmidt           | Nombres transcendants et groupes algébriques |
| 1977–1978 | Jean Lannes                  | Formes quadratiques et variétés |
| 1977–1978 | Arnaud Beauville             | Surfaces de type général |
| 1978–1979 | Bernard Gaveau               | Problèmes non linéaires en analyse complexe |
| 1978–1979 | Grégory Choodnovsky          | Diophantine analysis problems in transcendence theory and applications                                                                                                   |
| 1979–1980 | Gilles Robert                | Unités elliptiques et séries d’Eisentein |
| 1980–1981 | Michel Talagrand             | Compacts de fonctions mesurables et applications |
| 1980–1981 | Gilles Pisier                | Séries de Fourier aléatoires, processus gaussiens et applications à l’analyse harmonique                                                                                 |
| 1980–1981 | Christophe Soulé             | K–théorie et valeurs de fonctions zêta |
| 1981–1982 | Jean-Luc Brylinski           | Systèmes différentiels et groupes algébriques |
| 1981–1982 | Jean–Bernard Baillon         | Quelques applications de la géométrie des espaces de Banach à l’analyse fonctionnelle                                                                                    |
| 1982–1983 | Jean-Loup Waldspurger        | Valeurs de certaines fonctions L-automorphes en leur centre de symétrie                                                                                                  |
| 1983–1984 | Pierre-Louis Lions           | Méthode de concentration-compacité en calcul des variations |
| 1983–1984 | Guy Henniart                 | Sur les conjectures de Langlands |
| 1983–1984 | Laurent Clozel               | Changement de base pour les formes automorphes sur le groupe linéaire |
| 1984–1985 | Joseph Oesterlé              | Démonstration de la conjecture de Bieberbach d’après Louis de Branges |
| 1985–1986 | Jean-Pierre Demailly         | Critères géométriques d’algébricité pour les variétés analytiques complexes                                                                                              |
| 1987–1988 | Jean-Lin Journé              | Opérateur d’intégrales singulières et applications |
| 1987–1988 | Jean-Claude Sikorav          | Questions de géométrie symplectique |
| 1988–1989 | Bernard Larrouturou          | Problèmes non linéaires en théorie de la combustion : modélisation, analyse et résolution numérique                                                                      |
| 1989–1990 | Jean-Benoît Bost             | Principe d’Oka et K–théorie des algèbres de Banach non commutatives |
| 1989–1990 | Jean-François Le Gall        | Quelques propriétés du mouvement brownien et de ses points multiples, applications à l’analyse et à la physique                                                          |
| 1989–1990 | Benoît Perthame              | Quelques équations cinétiques et leurs limites fluides |
| 1990–1991 | Claude Viterbo               | Systèmes hamiltoniens, topologie symplectique et fonctions génératrices                                                                                                  |
| 1990–1991 | Olivier Mathieu              | Techniques de caractéristique finie appliquées aux représentations en caractéristique zéro                                                                               |
| 1991–1992 | Fabrice Bethuel              | EDP non linéaires en théorie des cristaux liquides et en géométrie |
| 1991–1992 | Noam Elkies                  | Elliptic surfaces and lattices |
| 1991–1992 | Claire Voisin                | Variations de structure de Hodge et cycles algébriques des hypersurfaces                                                                                                 |
| 1992–1993 | François Golse               | Limites hydrodynamiques de modèles cinétiques |
| 1993–1994 | Ricardo Pérez-Marco          | |
| 1993–1994 | Marc Rosso                   | Points fixes indifférents et difféomorphismes analytiques du cercle |
| 1994–1995 | Loïc Merel                   | L’arithmétique des jacobiennes de courbes modulaires |
| 1994–1995 | Eric Séré                    | Problèmes variationnels non compacts et systèmes hamiltoniens |
| 1995–1996 | Laurent Lafforgue            | Chtoucas de Drinfeld et conjecture de Ramanujan-Petersson |
| 1996–1997 | Christophe Breuil            | Cohomologie log-cristalline et cohomologie étale de torsion |
| 1996–1997 | Christine Lescop             | Autour de l’invariant de Casson |
| 1997–1998 | Andrei Moroianu              | Géométrie spinorielle et groupes d’holonomie |
| 1998–1999 | Philippe Michel              | Sur les zéros des fonctions L des formes modulaires, méthodes analytiques, exposants d’intersection                                                                      |
| 1998–1999 | Wendelin Werner              | Invariance conforme et mouvement brownien plan |
| 1999–2000 | Emmanuel Grenier             | Quelques problèmes de stabilité en mécanique des fluides |
| 1999–2000 | Raphaël Rouquier             | Catégories de représentations modulaires de groupes finis: approches géométriques                                                                                        |
| 2000–2001 | Vincent Lafforgue            | K–théorie bivariante pour les algèbres de Banach et conjecture de Baum–Connes, dynamique des homéomorphismes de surfaces                                                 |
| 2000–2001 | Frédéric Le Roux             | Versions topologiques du théorème de la fleur de Leau et du théorème de la variété stable                                                                                |
| 2001–2002 | Denis Auroux                 | Techniques approximativement holomorphes et invariants des variétés symplectiques                                                                                        |
| 2001–2002 | Thierry Bodineau             | Quelques aspects mathématiques de la coexistence de phases |
| 2002–2003 | Franck Barthe                | Extensions du théorème de Brunn-Minkowski, conséquences géométriques et entropiques                                                                                      |
| 2002–2003 | Cédric Villani               | Propriétés qualitatives des solutions de l’équation de Boltzmann |
| 2003–2004 | Laurent Fargues              | Cohomologie des espaces de modules de groupes p-divisibles et correspondances de Langlands locales                                                                       |
| 2003–2004 | Laure Saint-Raymond          | Méthodes mathématiques pour l’étude des limites hydrodynamiques |
| 2004–2005 | Artur Avila                  | Dynamique des cocycles quasi périodiques et spectres de l’opérateur presque-Mathieu                                                                                      |
| 2004–2005 | Stefaan Vaes                 | Coactions de groupes quantiques et facteurs de type III |
| 2005–2006 | Laurent Berger               | Représentations galoisiennes et analyse p-adique |
| 2005–2006 | Emmanuel Breuillard          | Propriétés qualitatives des groupes discrets |
| 2006–2007 | Erwan Rousseau               | Hyperbolicité des variétés complexes |
| 2006–2007 | Jérémie Szeftel              | Problèmes mathématiques autour de la conjecture de courbure L2 pour les équations d’Einstein                                                                             |
| 2007–2008 | Karine Beauchard             | Contrôle d’équations de Schrödinger |
| 2007–2008 | Gaëtan Chenevier             | Variétés de Hecke des groupes unitaires et représentations galoisiennes                                                                                                  |
| 2008–2009 | Joseph Ayoub                 | Motifs, réalisations et groupes de Galois motiviques |
| 2008–2009 | Julien Dubedat               | Systèmes invariants conformes: chemins et champs |
| 2009–2010 | Antoine Touzé                | Invariants, cohomologie et représentations fonctorielles des groupes algébriques                                                                                         |
| 2010–2011 | Sylvain Arlot                | Sélection de modèles et sélection d’estimateurs pour l’apprentissage statistique                                                                                         |
| 2010–2011 | Anne-Laure Dalibard          | Quelques problèmes de couches limites en mécanique des fluides |
| 2011–2012 | Alessio Figalli              | Stabilité dans les inégalités fonctionnelles, transport optimal et EDP                                                                                                   |
| 2011–2012 | Vincent Pilloni              | Variété de Hecke et cohomologie cohérente |
| 2012–2013 | Valentin Feray               | Approche duale des représentations du groupe symétrique |
| 2012–2013 | Christophe Garban            | Autour de la percolation presque-critique et de l’arbre couvrant minimal dans le plan                                                                                    |
| 2012–2013 | Peter Scholze                | A p-adic analogue of Riemann’s classification of complex abelian varieties                                                                                               |
| 2013–2014 | François Charles             | Quelques progrès récents sur la géométrie arithmétique des surfaces |
| 2013–2014 | Nicolas Rougerie             | Théorèmes de de Finetti, limites de champ moyen et condensation de Bose–Einstein                                                                                         |
| 2014–2015 | Hugo Duminil-Copin           | Geometric representations of low dimensional spin systems |
| 2014–2015 | Gabriel Dospinescu           | Autour de la correspondance de Langlands locale p-adique pour {\displaystyle \mathrm {GL} _{2}({\mathbf {Q} }_{p})}                                                      |
| 2015–2016 | Nicolas Curien               | Épluchage des cartes planaires aléatoires |
| 2016–2017 | Marco Robalo                 | Géométrie algébrique dérivée et les invariants de Gromov-Witten |
| 2016–2017 | Raphael Beuzart-Plessis      | Factorisations de périodes et formules de Plancherel |
| 2016–2017 | Olivier Taïbi                | Motifs sur Q de conducteur 1 du point de vue automorphe |
| 2017–2018 | Yannick Bonthonneau          | Analyse microlocale semi–classique sur des variétés à pointes |
| 2017–2018 | Camille Horbez               | Géométrie asymptotique du groupe des automorphismes extérieurs d'un groupe libre                                                                                         |
| 2018–2019 | Jacek Jendrej                | Théorème du seuil et bulles en interaction pour l'équation wave maps critique                                                                                            |
| 2019–2020 | Najib Idrissi,               | Homotopie réelle des espaces de configuration |
| 2019–2020 | Thomas Leblé                 | Aspects microscopiques des systèmes à interaction logarithmique |
| 2019–2020 | Irène Waldspurger            | Optimisation non convexe pour la reconstruction de matrices de rang faible                                                                                               |
| 2020-2021 | Emmanuel Lecouturier         | L'idéal d'Eisenstein de Mazur |
| 2020-2021 | Antoine Song                 | Sur l'existence de points critiques de l'aire et du volume |
| 2020-2021 | Amine Marrakchi              | Actions de groupes et algèbres de von Neumann du troisième type |
| 2020-2021 | Pierrick Bousseau            | Quelques progrès récents en géométrie énumérative |
| 2022–2023 | Thibault Lefeuvre            | Dynamique et géométrie en courbure négative : progrès récents et perspectives                                                                                            |
| 2022–2023 | Charles Bertucci             | Jeux à champ moyen et contrôle stochastique dans l'espace de Wasserstein                                                                                                 |
| 2023–2024 | Piet Lammers                 | La transition de Berezinsky-Kosterlitz-Thouless au point critique |
| 2023–2024 | Jessica Fintzen              | Representations of p-adic Groups |
| 2024–2025 | Cyril Letrouit               | Stabilité quantitative du transport optimal |
| 2024–2025 | Omar Mohsen                  | On maximal hypoellipticity and sub-Riemannian geometry |
| 2024–2025 | Lisa Sauermann               | Three-term arithmetic progressions, the slice rank polynomial method and the Erdös-Ginzburg-Ziv Problem                                                                  |

### Récipiendaires du Prix Peccot 1885-2014[12]
Liouba Bortniker, Jacques Hadamard, Élie Cartan, Jules Bocquet, Jules Drach, Louis-Emmanuel Leroy, Adolphe Bühl, Gabriel Mesuret, Pierre Fatou, Maurice Fréchet, Henri Galbrun, Osée Marcus, Jean Chazy, Albert Laborde-Scar, Paul Frion, Gabriel Pélissier, René Garnier, Emmanuel Fauré-Frémiet, Émile Terroine, Roux, Maurice Gevrey, F. Lafore, Joseph Marty, Georges Giraud, Maurice Janet, Coty, Paul Lévy, Gaston Julia, Léon Brillouin, Marcel Courtines, Szolem Mandelbrojt, Yves Rocard, Wladimir Bernstein, Henri Cartan, André Weil, Jean Dieudonné, Paul Dubreil, René de Possel, Jean Leray, Georges Bourion, Jean-Louis Destouches, Jacques Solomon, Claude Chevalley, Frédéric Roger, Daniel Dugué, Gérard Petiau, Hubert Delange, Jacques Dufresnoy, Laurent Schwartz, Jacqueline Ferrand, Roger Apéry, Jacques Deny, Jean-Louis Koszul, Jean Combes, Jean-Pierre Serre, Paul Malliavin, Maurice Roseau, Bernard Malgrange, François Bruhat, Pierre Cartier, Paul-André Meyer, Marcel Froissart, Michel Demazure, Gabriel Mokobodzki, Hervé Jacquet, Haïm Brézis, Alain Connes, Grégory Choodnovsky, Jean-Pierre Demailly, Jean-Benoît Bost, Noam Elkies, Laurent Lafforgue, Philippe Michel, Vincent Lafforgue, Cédric Villani, Gaëtan Chenevier, Alessio Figalli, Peter Scholze, François Charles.

## Articles liés
- Claude-Antoine Peccot
- Famille Peccot
- Collège de France